# Goldfell-Schüppling
Der Goldfell-Schüppling (Pholiota aurivella, Syn. Pholiota cerifera) ist eine Pilzart aus der Familie der Träuschlingsverwandten. Bisweilen wird der Name auch fälschlicherweise für den Hochthronenden Schüppling (Pholiota limonella) gebraucht.:524
Das Epitheton des wissenschaftlichen Artnamens besteht aus den beiden Wortelementen aur- von lateinisch aurum „Gold“ sowie vellus „Vlies, Fell“ und nimmt auf die rostgelbe, schuppige Hutoberfläche Bezug.:88 :105

## Merkmale

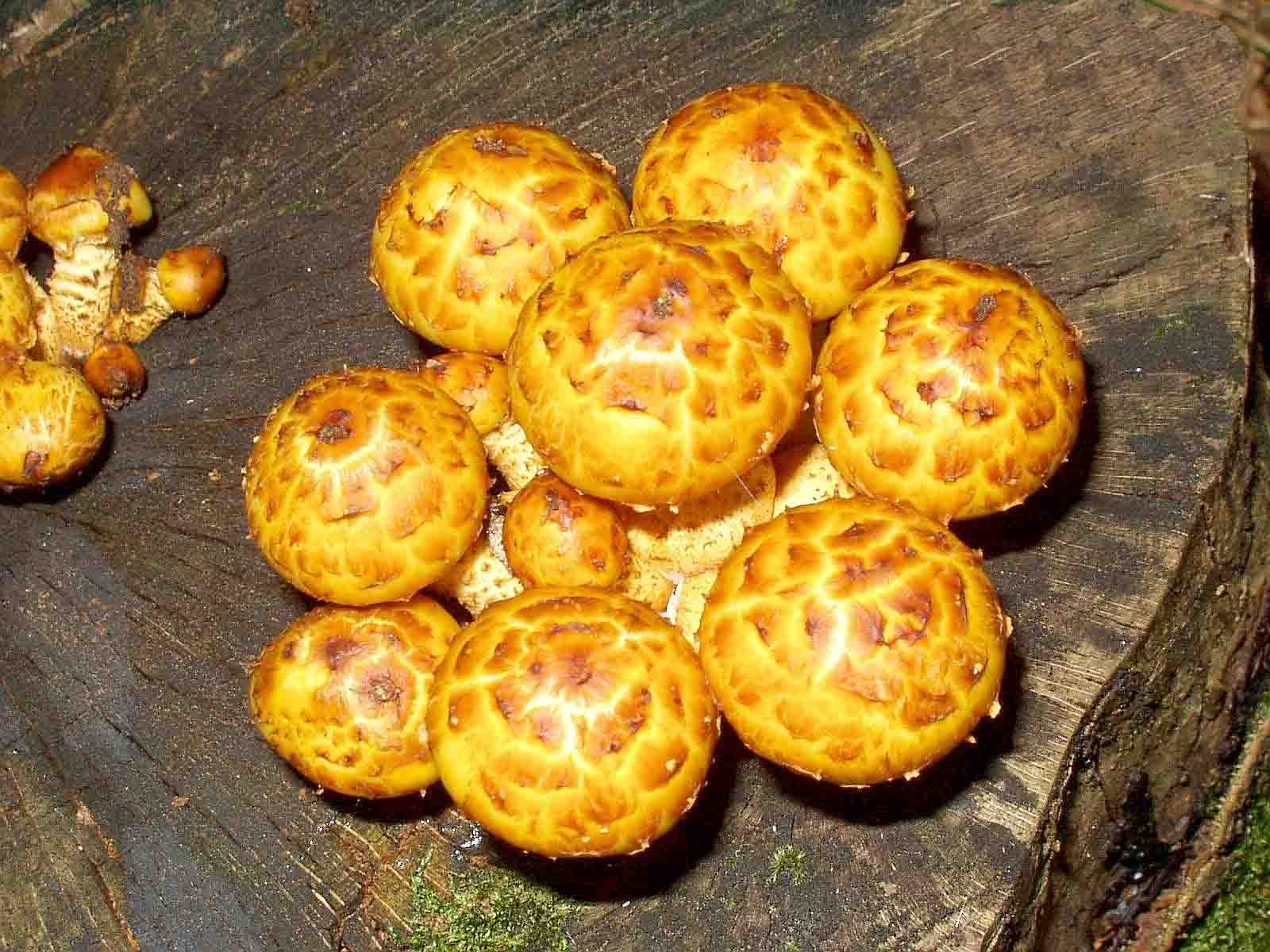
Auffällig sind die Schuppen auf dem Hut der Fruchtkörper von Pholiota aurivella.

### Makroskopische Merkmale
Das wohl auffälligste Merkmal des Goldfell-Schüpplings ist sein gold- bis dunkel- oder rostgelber Hut. Seine Oberfläche ist mit Schuppen besetzt, die dunkler als der Hut sind. Im Anfangsstadium ist der kugelförmige Hut geschlossen und teilweise – auch am Rand – mit Resten des Velums bedeckt, später breitet er sich aus und nimmt eine gewölbte Form an. Daraus resultierend kann der dickfleischige Hut 5–12(–16) cm breit werden. Vor allem bei feuchter Witterung ist der Hut schmierig oder etwas schleimig. Die Lamellen sind zunächst gelb getönt. Später färben sie sich oliv-rostbraun. Die Schneide ist oft bewimpert. Das Sporenpulver ist ebenfalls rostbraun. Der gekrümmte Stiel ist im Durchschnitt 5–8 cm lang bei einer Dicke von etwa einem bis zwei Zentimetern. Er ist nur wenig heller als der Hut gefärbt. Die Oberfläche ist faserig-flockig bis schwach faserig-schuppig und nicht schleimig. Das weiß-gelbe Fleisch ist fest und zäh. Jedoch weist das hyphennahe Fleisch im Stiel (also an der Stielbasis) eine rostbraune Färbung auf. Der Geruch wird als rettichartig beschrieben, der Geschmack ist mild.

### Mikroskopische Merkmale
Die Sporen sind elliptisch geformt und besitzen einen feinen Keimporus. Sie messen 7–10 × 4,5–6 Mikrometer. Die Cheilozystiden sind schlank flaschenförmig. Die Chrysozystiden sind etwas länger und zugespitzt.:252

## Artabgrenzung
Es gibt einige weitere Schüpplinge mit gelbem Hut und dunkleren Schuppen. Der Schleimige Schüppling (Pholiota adiposa) besitzt einen schleimigen Stiel; die Sporen messen 5,5–6,5 × 3–4 µm.:252 Der Fettige Schüppling (Pholiota lucifera) wächst an im Boden vergrabenem Holz. Ebenso ist der Pinsel-Schüppling (Pholiota jahnii) häufig scheinbar am Boden zu finden. Er besitzt abstehende Schuppen. Auch der kleinere Hochthronende Schüppling (Pholiota limonella) ist matt gelb bis fast weißlich oder braungelb gefärbt. Seine Sporen messen 6,5–8 × 4–5 µm. Die drei letztgenannten Arten sind in der Regel kleiner als der Goldfell-Schüppling, wobei die Hüte maximal einen Durchmesser von 8 cm aufweisen.

## Ökologie und Phänologie

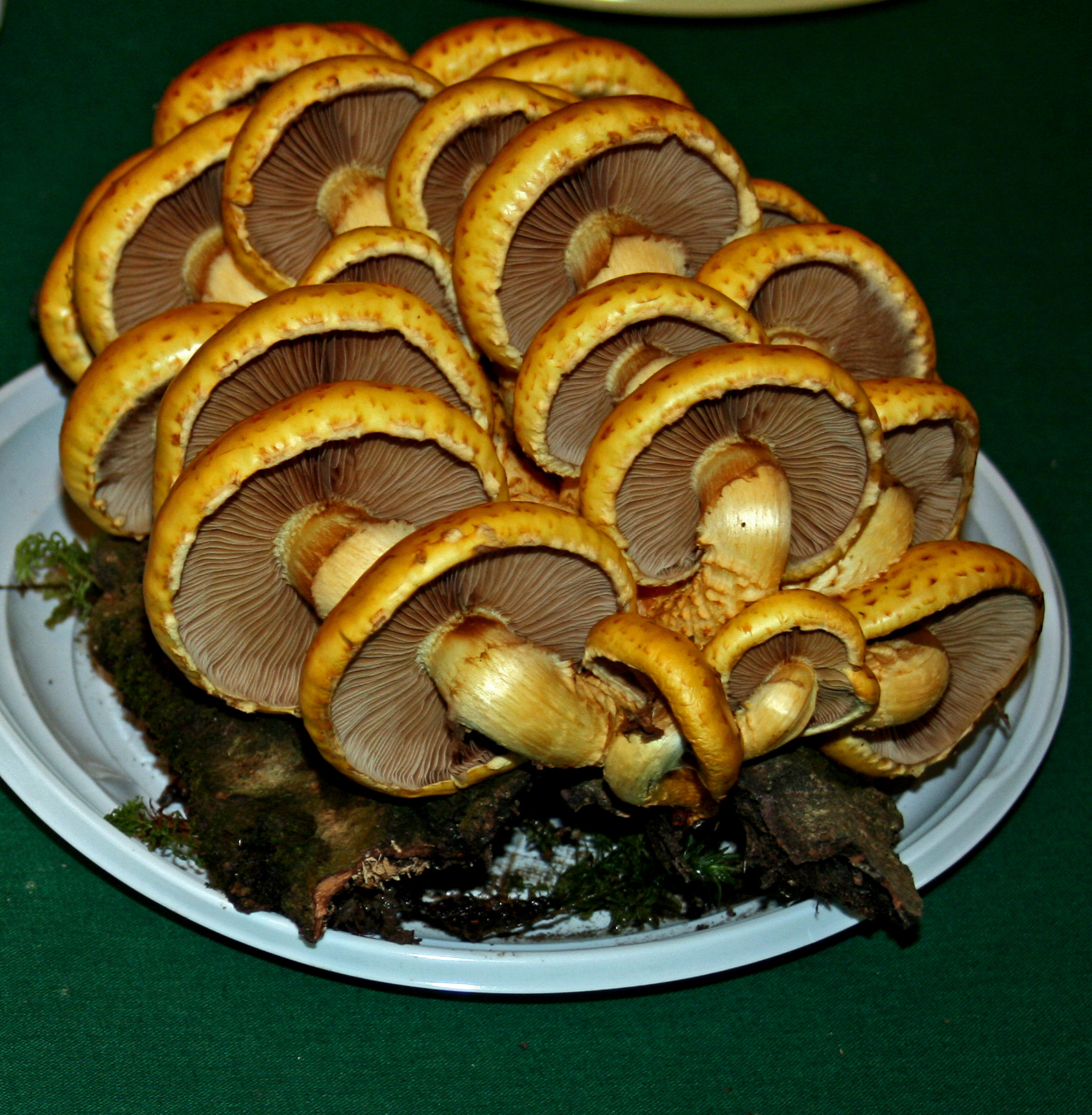
Büscheliges Wachstum von Fruchtkörpern des Goldfell-Schüpplings

Der Goldfell-Schüppling ist in Buchen-, Tannen-Buchen- und Tannen-Wäldern zu finden. Er lebt parasitisch oder als Saprobiont an lebenden und frisch gefällten Stämmen. Besiedelt werden vor allem Laubbäume, in erster Linie Rotbuchen, seltener auch Nadelholz.
Die Fruchtkörper erscheinen im Herbst, vor allem von September bis November, selten auch während der Wintermonate und im Frühjahr. Sie wachsen büschelig und können von der Region der Basis des Baumes bis zur Baumkrone in Erscheinung treten. Die Fruchtkörper bevorzugen zum Hervortreten Wunden und Spalten in der Rinde.

## Verbreitung
Der Goldfell-Schüppling ist in der Holarktis verbreitet. So ist er in Europa, Nordasien, Nordafrika und Nordamerika, dort besonders in Kanada anzutreffen. In Europa reicht das Gebiet von Großbritannien und Frankreich im Westen bis Estland und Belarus im Osten sowie nordwärts bis Fennoskandinavien und in den Süden bis Italien, Griechenland und Rumänien. In Deutschland ist der Pilz vom Flachland bis ins untere Bergland verstreut anzutreffen. Generell ist die Art im Flachland weiter verbreitet als im Gebirge.:252

## Systematik
Es wurde eine var. cerifera beschrieben, die sich durch einen trockneren Hut, keulige Cheilozystiden und eine relativ ausgeprägte Bindung an Weiden (Salix) auszeichnet. Allerdings sind diese Merkmale nicht konstant.:374

## Bedeutung
Der Goldfell-Schüppling ist essbar, jedoch nicht sehr schmackhaft. Junge Fruchtkörper können im Mischpilz-Gericht verwendet werden.:68